# Karen Joy Fowler
Karen Joy Fowler (Bloomington, 7 februari 1950) is een Amerikaanse schrijfster van sciencefiction, fantasy en literaire fictie. Ze won hiervoor onder meer de Campbell Award, drie World Fantasy Awards, twee Nebula Awards en een PEN/Faulkner Award. Fowler riep in 1991 samen met Pat Murphy zelf de James Tiptree Jr. Award in het leven.

## Biografisch
Fowler studeerde politicologie aan de University of California, Berkeley en nam daarna lessen creatief schrijven aan de University of California, Davis. Ze debuteerde in 1985 als schrijfster met de korte verhalen Praxis en Recalling Cinderella. Een jaar later verscheen haar eerste verhalenbundel, Artificial Things. Fowlers eerste boek volgde in 1991, met als titel Sarah Canary. Dit is een sciencefictionverhaal over een stomme vrouw van mysterieuze afkomst die het ene na het andere eigenaardige personage aantrekt.
Fowler bracht in 1997 de verhalenbundel Black Glass uit, een verzameling van onder meer van haar eerdere collecties Peripheral Vision en Letters from Home en twee niet eerder uitgegeven korte verhalen. Hiervoor won ze haar eerste World Fantasy Award. Haar boek The Jane Austen Book Club werd in 2007 verfilmd en gaat over zes mensen die een boekenclub vormen om te praten over de boeken van Jane Austen. Deze personages zijn zelf allemaal gebaseerd op die uit de boeken van Austen en maken dingen mee die gelijkenissen vertonen met de gebeurtenissen in deze verhalen.
Fowler won in 2011 haar tweede World Fantasy Award voor de verhalenbundel What I Didn't See and Other Stories. Deze bestaat uit twaalf verhalen, waaronder What I Didn't See en Always, waarvoor ze eerder al twee Nebula Awards kreeg. Fowler kreeg in 2020 een derde World Fantasy Award toegekend voor haar totale bijdrage aan het fantasy-genre.

### Boeken
- 1991 - Sarah Canary
- 1991 - The War of the Roses
- 1996 - The Sweetheart Season
- 2001 - Sister Noon
- 2004 - The Jane Austen Book Club
- 2008 - Wit's End
- 2013 - We Are All Completely Beside Ourselves (PEN/Faulkner Award)
- 2022 - Booth

### Verhalenbundels
- 1986 - Artificial Things
- 1990 - Peripheral Vision
- 1991 - Letters from Home
- 1997 - Black Glass (World Fantasy Award)
- 2010 - What I Didn't See and Other Stories (World Fantasy Award)